# Eleanor Caines
Eleanor Caines (1870 o 1880-1913) fue una actriz que trabajó durante la era de cine mudo. Caines pasó la mayor parte de su carrera en Lubin Film Company. Caines murió en 1913 en un hospital de Filadelfia.

## Filmografía
- Blissville the Beautiful (1909) *cortometraje
- Three Fingered Jack (1909) *cortometraje
- The Tattooed Arm (1910)*cortometraje
- Over the Wire (1910) *cortometraje
- Marriage in Haste (1910)*cortometraje
- Back to Boarding (1910)*cortometraje
- Indian Blood (1910)*cortometraje
- The Miner's Sweetheart (1910)*cortometraje
- A Veteran of the G.A.R. (1910)*cortometraje
- The New Boss of Bar X Ranch (1910)*cortometraje
- Red Eagle's Love Affair (1910)*cortometraje
- Faith Lost and Won (1910)*cortometraje
- The Adopted Daughter (1910)*cortometraje
- The Stronger Sex (1910)*cortometraje
- The Sheriff's Capture (1910)*cortometraje
- Liz's Career (1910)*cortometraje
- Art and the Legacy (1911)*cortometraje
- The Dream of a Moving Picture Director (1912)*cortometraje
- The Widow Casey's Return (1912)*cortometraje
- Just Pretending (1912)*cortometraje
- A Prize Package (1912)*cortometraje
- A Red Hot Courtship (1912)*cortometraje
- His Pair of Pants (1912)*cortometraje
- Felix at the Ball (1912)*cortometraje
- Once Was Enough (1912)*cortometraje
- A Guilty Conscience (1913)*cortometraje
- An Accidental Dentist (1913)*cortometraje
- Wild Man for a Day (1913)*cortometraje
- Mr. Jinks Buys a Dress (1913)*cortometraje
- Such an Appetite (1913)*cortometraje
- One on Romance (1913)*cortometraje
- The Lost Identity (1913)*cortometraje